# Межа плоского дна мульди зрушення
Межа (границя) плоского дна мульди зрушення (рос. граница плоского дна мульды сдвиження, англ. boundary of a flat bottom of a shift trough, нім. Grenze f der flachen Senkungsmuldensohle) – лінія, яка оконтурює центральну частину мульди зрушення, де відбулася повна підробка земної поверхні.
Визначається на вертикальних розрізах за головними перерізами мульди кутами повних зрушень. 